# Vetala

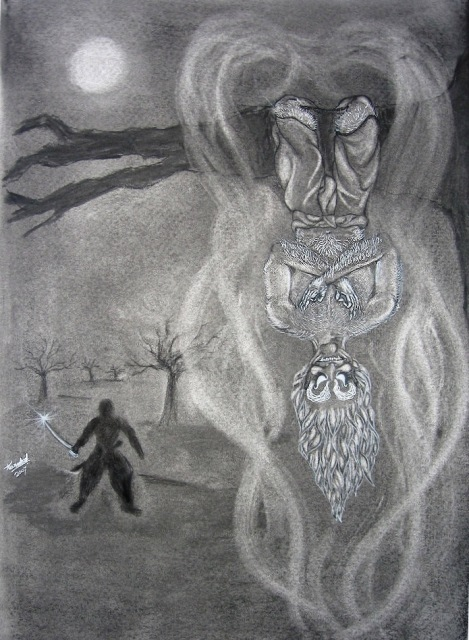
Ilustración moderna (Harshad Dhavale, 2007) del mítico rey Vikramaditia armado con una espada, acercándose al vetal colgado de un árbol.

Un vetal o baital es un espíritu maligno en la mitología india. Es un tipo de demonio, fantasma, espíritu o vampiro (especialmente el vetal que ocupa un cadáver).
Los vetales rondan los cementerios, osarios y crematorios y pueden tomar posesión de los cadáveres a través de los cuales atormentan a los vivos causando locura, enfermedades, abortos y la muerte. Como no muertos, es decir seres entre la vida y la muerte, son capaces de saber el pasado, el presente y el futuro, por lo cual los hechiceros y nigromantes buscan la manera de someterlos a su voluntad para aprovechar sus poderes. La gente común busca combatirlos o neutralizarlos con mantras y oraciones o cánticos rituales.
Los vetales son similares a los bhuta y a los preta (difuntos) porque se originan cuando los hijos no realizan los sraddha (ritos funerarios obligatorios) a sus antepasados.

## Nombre sánscrito
- vetāla, en el sistema AITS (alfabeto internacional para la transliteración del sánscrito).[1]
- वेताल, en escritura devanagari del sánscrito.[1]
- Pronunciación:
  - /vetála/ en sánscrito[1] o bien
  - /vetál/ en varios idiomas modernos de la India (como el bengalí, el hindí, el maratí o el palí).
- Etimología: se desconoce[1]

## Historia de la leyenda
Este ser mitológico apareció por primera vez en el Jari-vamsha (siglo II a. C.), en la literatura kavia y en el Kathá-sarit-ságara.
En el Kalika-purana uno de los asistentes del dios Shiva se llama Vetala.
Todavía a fines del siglo XIX, los indios creían en la existencia de los vetales:

Sus características y su cuerpo son como los de un hombre, excepto que sus manos y pies están vueltos hacia atrás. Sus ojos son de un verde rojizo, su cabello está erizado, y él sostiene un bastón en la mano derecha y una caracola en la mano izquierda. El vetala vive del aire. Cuando sale de cacería se viste de color verde y, se lo puede ver sentado en un palanquín o montando un caballo. Algunos de sus espíritus caminan a pie antes de él y otros después de él, sosteniendo antorchas encendidas y gritando.
His features and his body are like those of a man except that his hands and feet are turned back. His eyes are a tawny green, his hair stands on end, and he holds a cane in his right and a conch shell in his left hand. Vetála lives on air. When he goes his rounds he is dressed in green and either sits in a litter or rides a horse. Some of his spirits walk before and others walk after him, holding lighted torches and shouting.
Artículo (1886) en la revista Gazetteer of the Bombay Presidency

## En la ficción
En la literatura tradicional de la India es famoso el conjunto de 25 relatos escritos en sánscrito llamado Vetala-pañcha-vimsatika (literalmente, ‘los veinticinco vampiros’, titulado Cuentos de vampiros en la versión en español), que datan del primer milenio, en los cuales el narrador es un vetala.
Existe una versión en bengalí, llamada Baital Pachisi.
En 1985, se emitió por el canal DD National (India) el programa Vikram Aur Betaal, basado en el Baital Pachisi (‘veinticinco vampiros’), dirigido por Ramanand Sagar.
En el 2009, se estrenó la serie canadiense de suspenso sobrenatural The Vetala, en la que el protagonista es un vetala. Según los productores, se trata de la interpretación contemporánea de este antiguo mito.
También se menciona a los vetales en la serie de novelas The Secrets of the Immortal Nicholas Flamel (2007–2012), de Michael Scott.
En las series televisivas estadounidenses Supernatural y Sleepy Hollow, pueden verse vetales.